# (5784) Yoron
(5784) Yoron es un asteroide perteneciente al cinturón de asteroides descubierto el 9 de febrero de 1991 por Akira Natori y el también astrónomo Takeshi Urata desde la Estación Yakiimo, Shimizu-ku, Japón.

## Designación y nombre
Designado provisionalmente como 1991 CY. Fue nombrado Yoron en homenaje a la isla de Yoron, ubicada en el norte de la prefectura de Okinawa. El nombre fue sugerido por Y. Ueno, quien vive en esta isla (latitud + 27°) y logró observar α Crucis (declinación -63°) desde allí en marzo de 2008 utilizando la refracción atmosférica.

## Características orbitales
Yoron está situado a una distancia media del Sol de 2,640 ua, pudiendo alejarse hasta 2,964 ua y acercarse hasta 2,315 ua. Su excentricidad es 0,122 y la inclinación orbital 9,430 grados. Emplea 1567,08 días en completar una órbita alrededor del Sol.

## Características físicas
La magnitud absoluta de Yoron es 13. Tiene 6,799 km de diámetro y su albedo se estima en 0,318. 